# Helgalein
Helgalein ist ein deutsches Sexfilmlustspiel aus dem Jahre 1969 mit Anita Kupsch in der Titelrolle.

## Handlung
Die kleine Redaktionssekretärin Helga Bremer ist im ortsansässigen Gemeindeblatt von Lemgo für die Beantwortung der Leserbriefe verantwortlich. Da ihr jede Form der Lebenshilfe ein großes Bedürfnis ist, bewirbt sie sich auf die Anzeige eines Versandhauses, das sich auf alle Spielarten der Erotik, formvollendet im 60er-Jahre-Deutsch „Ehe-Harmonie“ und „Ehe-Hygiene“ genannt, spezialisiert hat. Helga verlässt die miefige Provinz und tritt schließlich diese Stelle in der Großstadt an. Sie ahnt nicht, dass sie plötzlich in einer Art Beate-Uhse-Laden landet. Die kesse und selbstbewusste Colly, ein sexhungriges Fotomodell für erotische Aufnahmen, nimmt sich des unbedarften Landeis an und beide werden nicht nur Wohnungsgenossinnen, sondern auch Freundinnen. 
Als Helga zur „aktiven Kundenbetreuung“ herangezogen werden soll, fällt sie fast vom Glauben ab, als sie herausbekommt, dass damit in Wahrheit ein Sexshop gemeint ist. Bald aber lernt das naive Mädchen hinzu, und aus dem Helgalein von einst, das befürchtet hat, dass ihr Verlobter, der Gewerbelehrer Wolfgang, von ihrem neuen Betätigungsfeld erfahren könnte, wird allmählich eine erfahrene Frau. Als sie eines Tages den ach so braven Wolfgang inflagranti mit Colly erwischt, zahlt sie es ihm heim und bändelt mit dem Fotografen Max an. Schließlich kehrt Helga, die jetzt nichts mehr erschüttern kann, um mehrere Erfahrungen reicher nach Lemgo zurück.

## Produktionsnotizen
Helgalein, als Parodie auf die kurz zuvor angelaufenen Helga-Filme (Helga, Helga und Michael, Helga und die Männer) konzipiert, passierte die FSK am 19. August 1969 und wurde am 11. September 1969 uraufgeführt.
Später wurde der Streifen auch mit dem Titel Trimm dich durch Sex vertrieben.

## Kritiken
„Mutig bat das kleine Helgalein, ein wahrer Unschuldsengel, ihr trautes Heimatstädtchen und den natürlich nur in Ehren geliebten Schatz verlassen, um in einer fernen Großstadt einen neuen Job zu suchen. Das naive Seelchen, von keiner Aufklärungswelle je erfaßt, verdingt sich ausgerechnet bei einem Versandhaus für Liebeshilfen aller Art. In der Hochburg der Aufklärung zeigt Helgalein aber, daß sie ein standhaftes Persönchen ist. Obwohl sie mit großem Elan alle die begehrten Liebesmittel anpreist und von Ehebett zu Ehebett eilt, um die Probleme ihrer Mitmenschen au lösen, steht sie immer noch staunend vor dem gewissen Etwas. Helgalein muß noch viel erleben, bis sie ihrem aufklärerischen Vorbild gleichkommt. Trotz guter Szenen bleibt Helgalein ein mehr nackter als vergnüglicher Spaß.“

Im Lexikon des Internationalen Films heißt es: „Angeblich eine Parodie auf die Filme der Aufklärungswelle, tatsächlich aber nur ein klischeebegeistertes Sexprodukt, in Bild und Dialog gleichermaßen peinlich.“ Zu einer ähnlichen Einschätzung gelangt der Evangelische Film-Beobachter: „Nackedeifilm, der allenfalls unfreiwillig lächerlich ist. Abzulehnen.“